# Robert Kopal

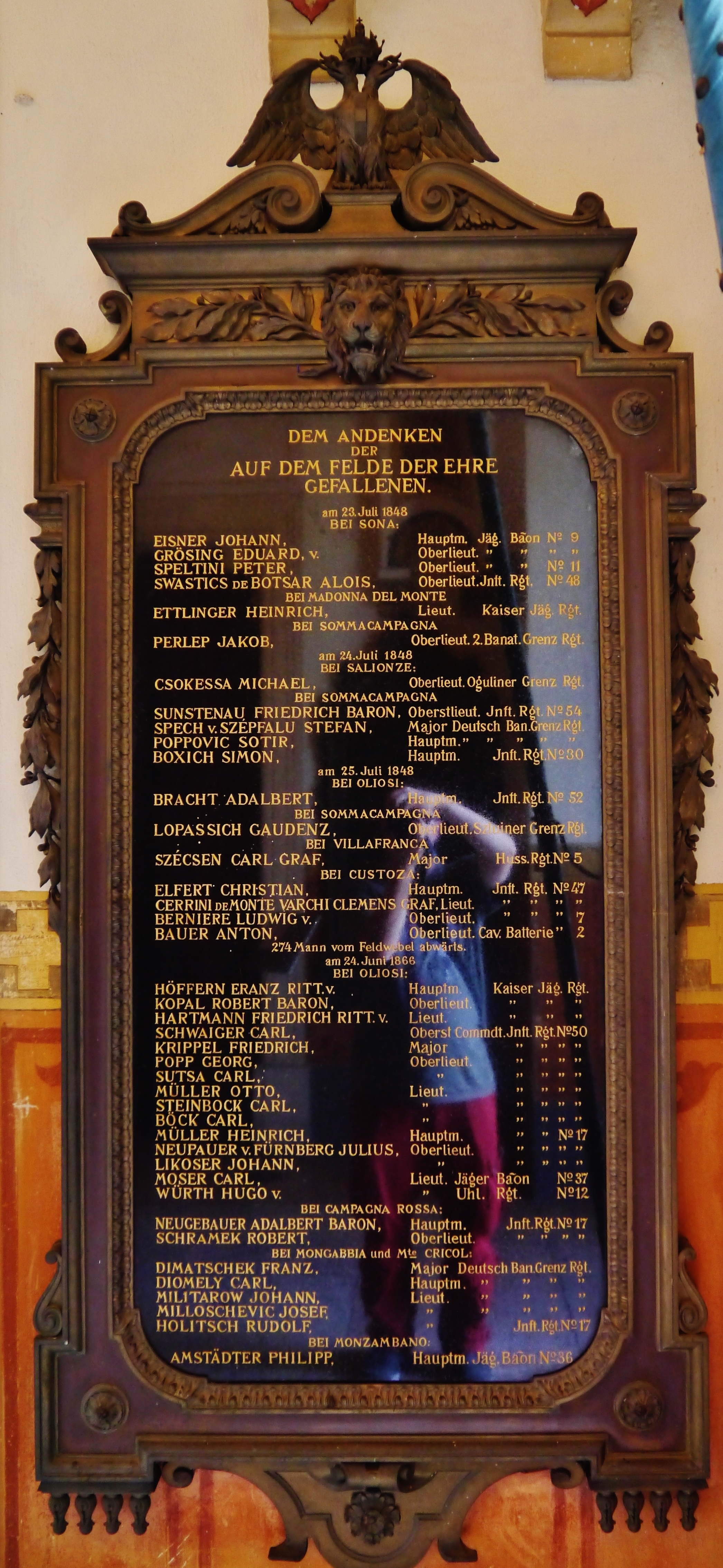
Pamětní deska v Sommacampagně upomínající na zahynuvší v roce 1866

Robert Kopal (německy Robert von Kopal, 1842 Bolzano – 24. června 1866 Oliosi, Provincie Verona) byl český šlechtic, příslušník rodu Kopalů, syn Karla von Kopala a Marie Terezie von Spiegel (25. prosince 1797 Kostelní Bříza – 5. září 1846 Kostelní Bříza). Byl bratrem c. k. generálmajora Karla Kopala, c. k. plukovníka Viktora Kopala, Viktoríny Brand a Arnoštky Henn. Užíval šlechtický titul baron.

## Život

### Mládí
Císař Ferdinand I. Dobrotivý pověřil v březnu 1836 jeho otce Karla velením 7. mysliveckého praporu, který byl dislokován jako posádka v chorvatské Rijece a Bakaru. V dubnu 1840 byl 7. myslivecký prapor převelen do štýrského Celje. Na jaře 1841 povýšil císař Ferdinand I. Karla Kopala na podplukovníka a svěřil mu velení nad tyrolským mysliveckým plukem v Bolzanu. V jižním Tyrolsku Karel Kopal s rodinou pobýval následujících pět let. V roce 1842 se zde narodil i jeho třetí syn Robert.
Dne 24. dubna 1846 byl jeho otec Karel Kopal jmenován plukovníkem a velitelem 10. praporu polních myslivců se základnou v Miláně. Začátkem roku 1846 se Robertova matka musela ze zdravotních důvodů vrátit do rodného města, Kostelní Břízy. Spolu s ní cestovali Robert a jeho sestry Viktorína a Arnoštka. Zde v rodinném sídle na zámku v Kostelní Bříze Marie Terezie v průběhu roku 1846 zemřela. Starší bratr Karel vstoupil v této době na Vojenskou akademii ve Vídeňském Novém Městě. Druhý bratr Viktor zůstal se svým otcem v Itálii, později následoval bratra Karla na vojenskou akademii Robert na tutéž vojenskou akademii nastoupil v roce 1857.

### Povýšení do šlechtického stavu
Dne 27. listopadu 1848 byl Robertův otec za rozhodující podíl na vítězství u Vicenzy jmenován in memoriam rytířem Řádu Marie Terezie. Na základě císařského diplomu z 11. ledna 1852 byl Robert spolu s dalšími členy rodiny povýšen do stavu svobodných pánů (baronů).

### Slavnostní odhalení Kopalova památníku ve Znojmě
Spolu s významnými osobnostmi Znojma a celé Moravy, s přáteli a spolubojovníky Karla von Kopala, se 16. října 1853 účastnil slavnostního odhalení empírového památníku vztyčeného na počest otce. Památník a posléze i celé náměstí byly pojmenovány po Karlu von Kopalovi.

### Vojenská kariéra
Robert byl přiřazen k tyrolskému pluku myslivců císaře Františka Josefa I., dne 30. dubna 1866 byl povýšen na poručíka s vyšším platem (Leut. h. G.). Účastnil se tažení v Itálii v roce 1866, padl ve vítězné bitvě u Custozy v červnu 1866.

### Osobní život
Zůstal svobodný a bezdětný. Z knoflíku jeho válečného kabátu byl vytvořen medailon Karla von Kopala, který byl součástí expozice muzea ve Stockerau připomínajícího jeho otce Karla Kopala a Kopalův 10. prapor polních myslivců.

## Vyznamenání
- Vojenský záslužný kříž – udělen 16. července 1866 in memoriam, za statečnost v bitvě u Custozy[5]